# Celastrus scandens
Celastrus scandens är en benvedsväxtart som beskrevs av Carolus Linnaeus. Celastrus scandens ingår i släktet Celastrus och familjen Celastraceae. Inga underarter finns listade.

## Bildgalleri

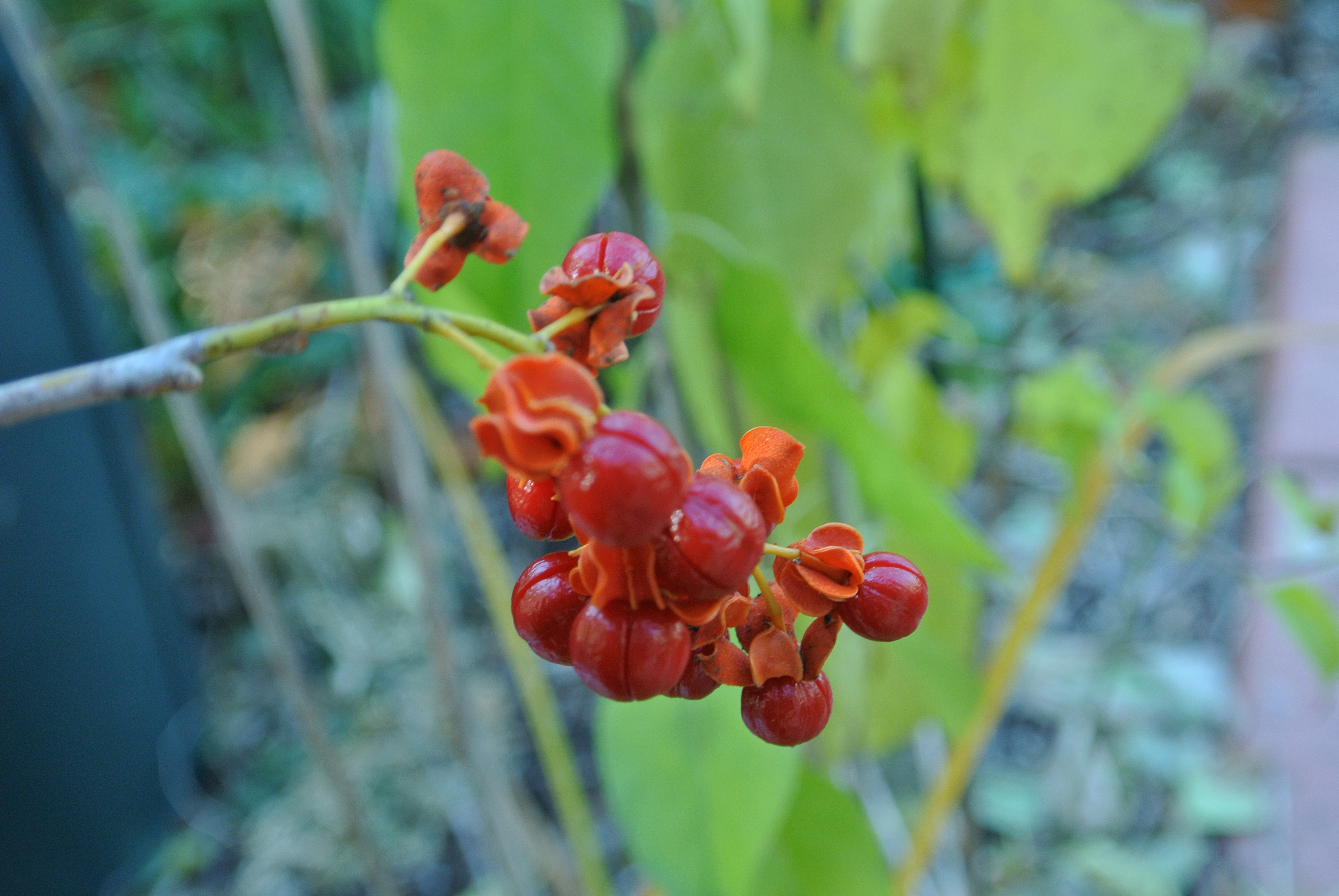
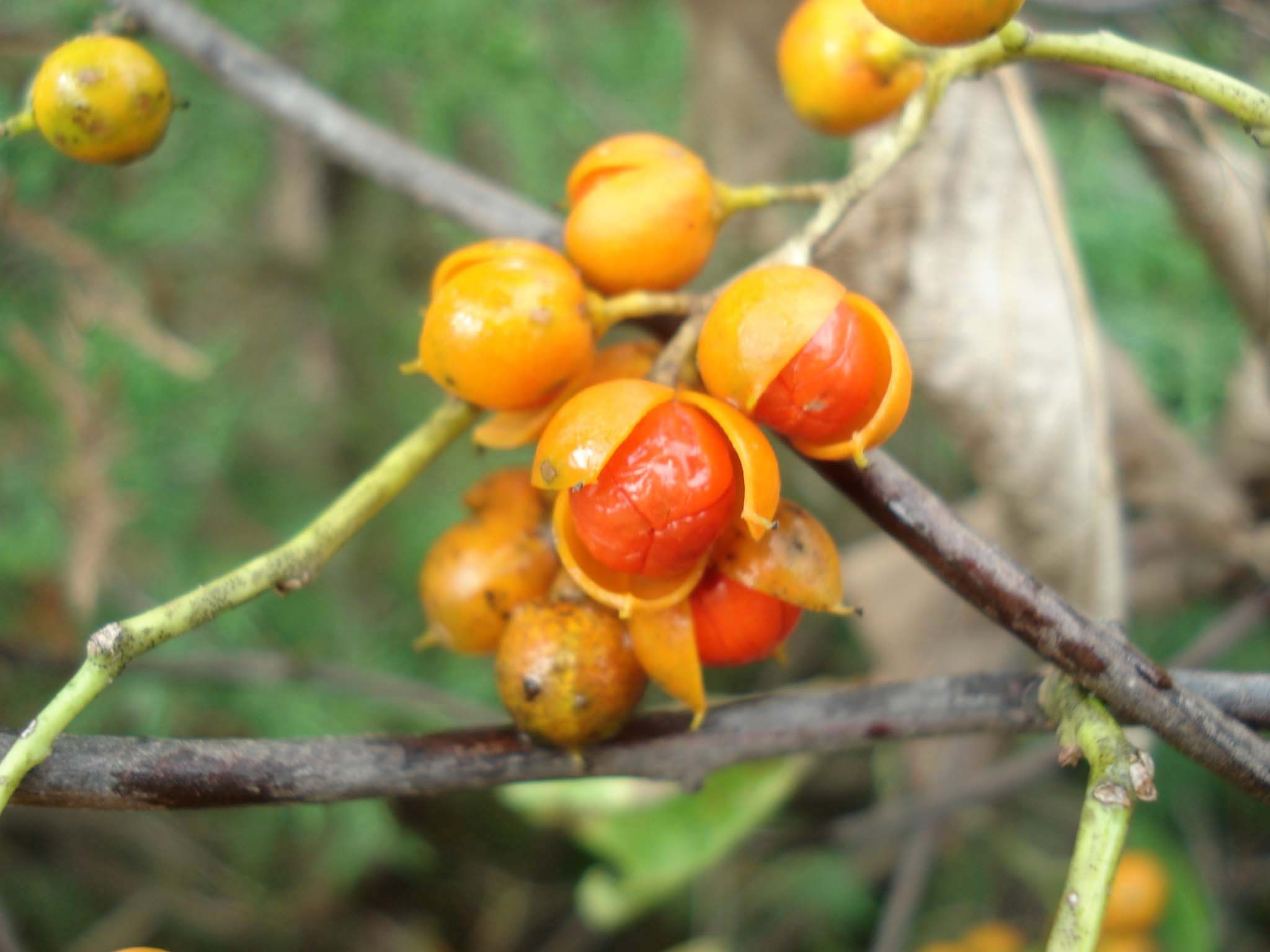
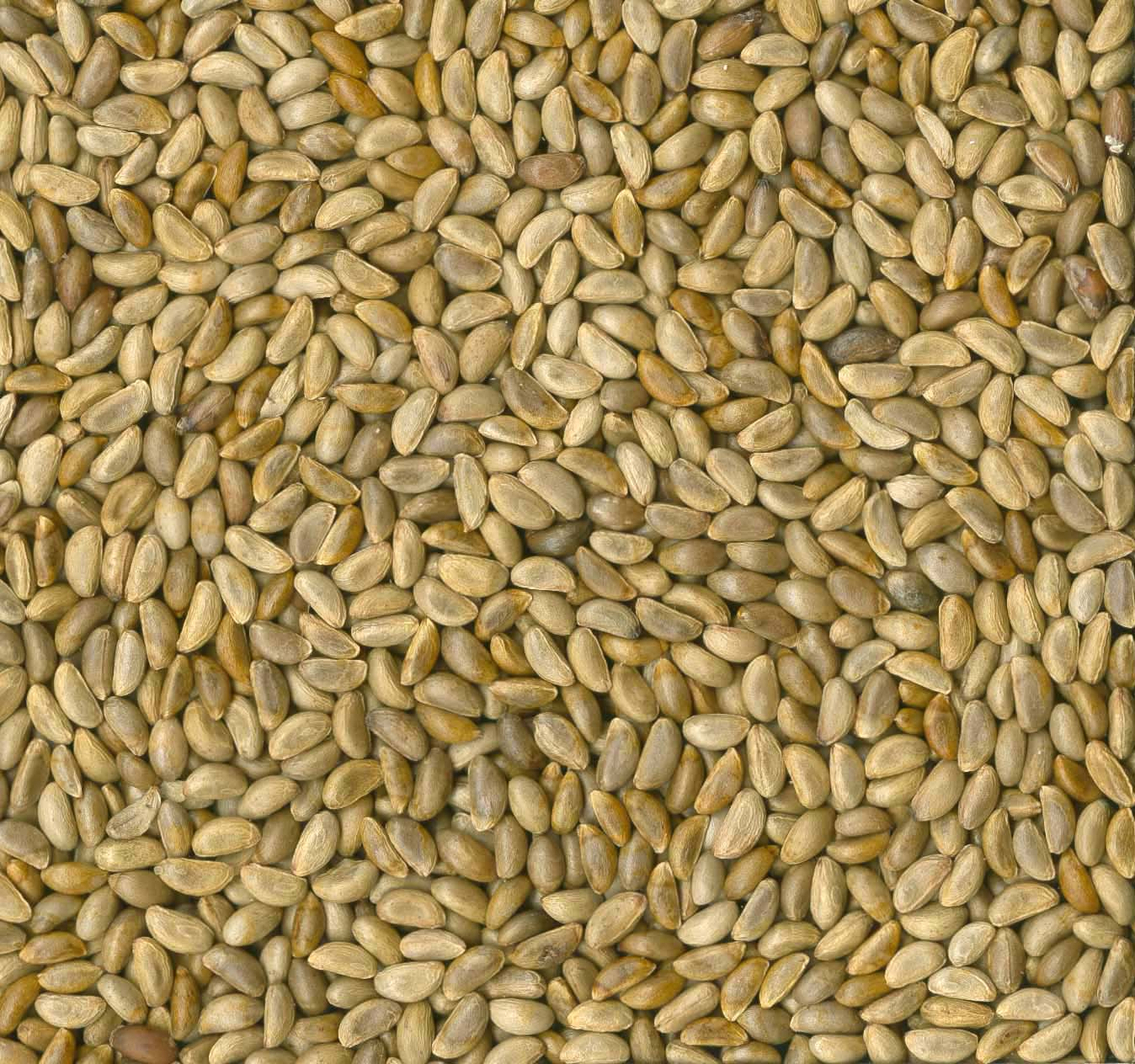
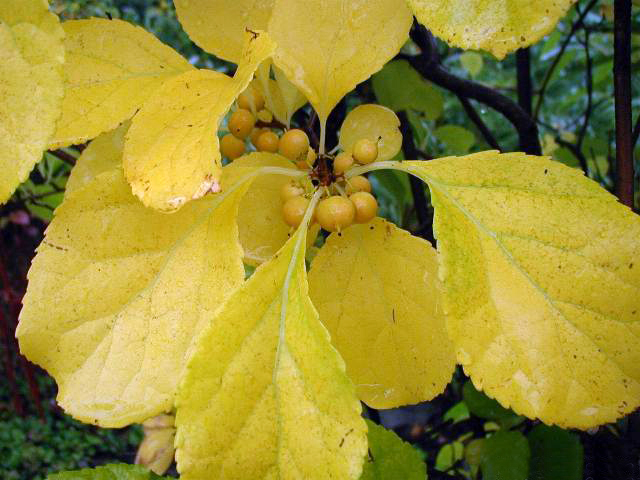
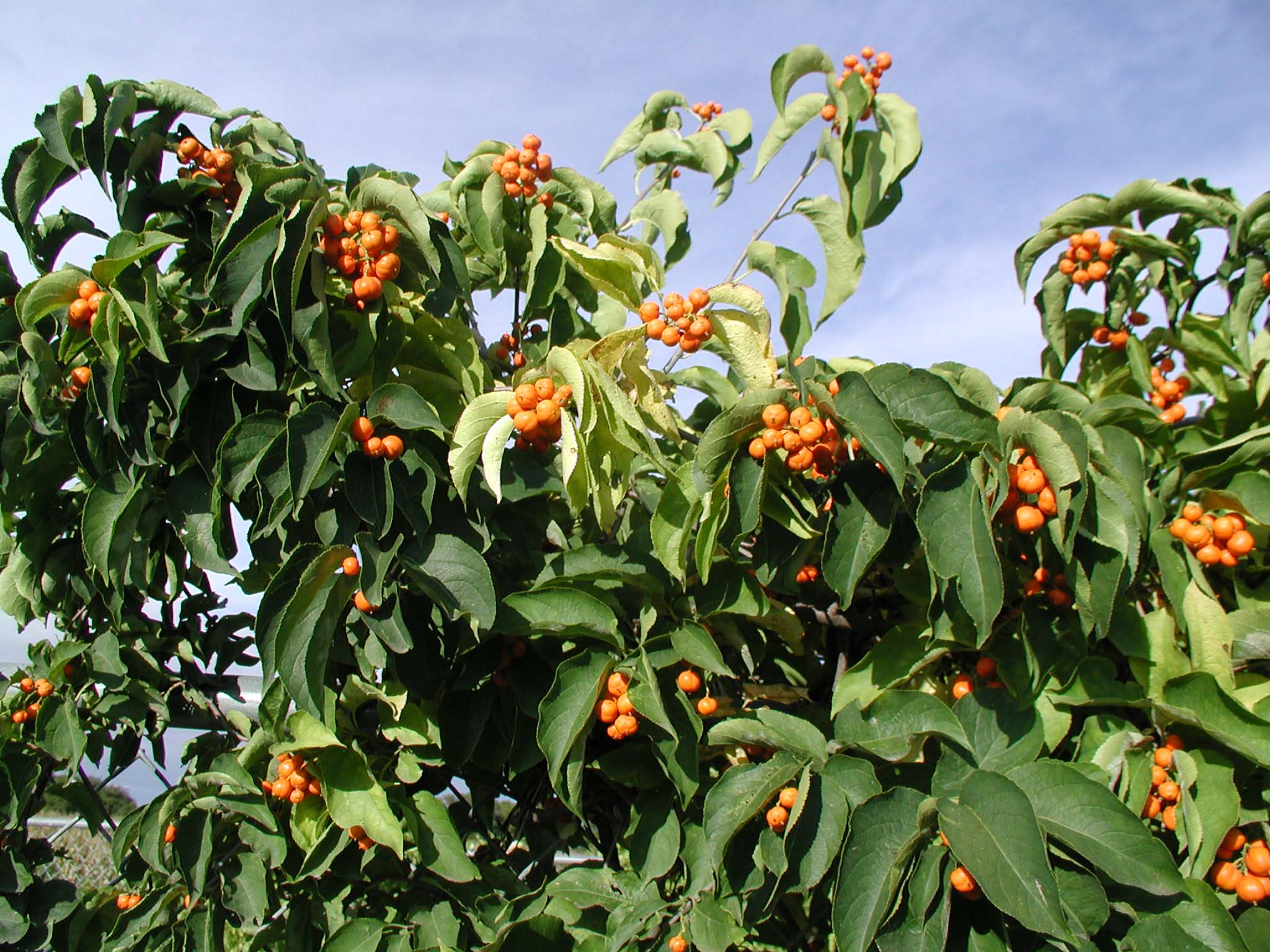
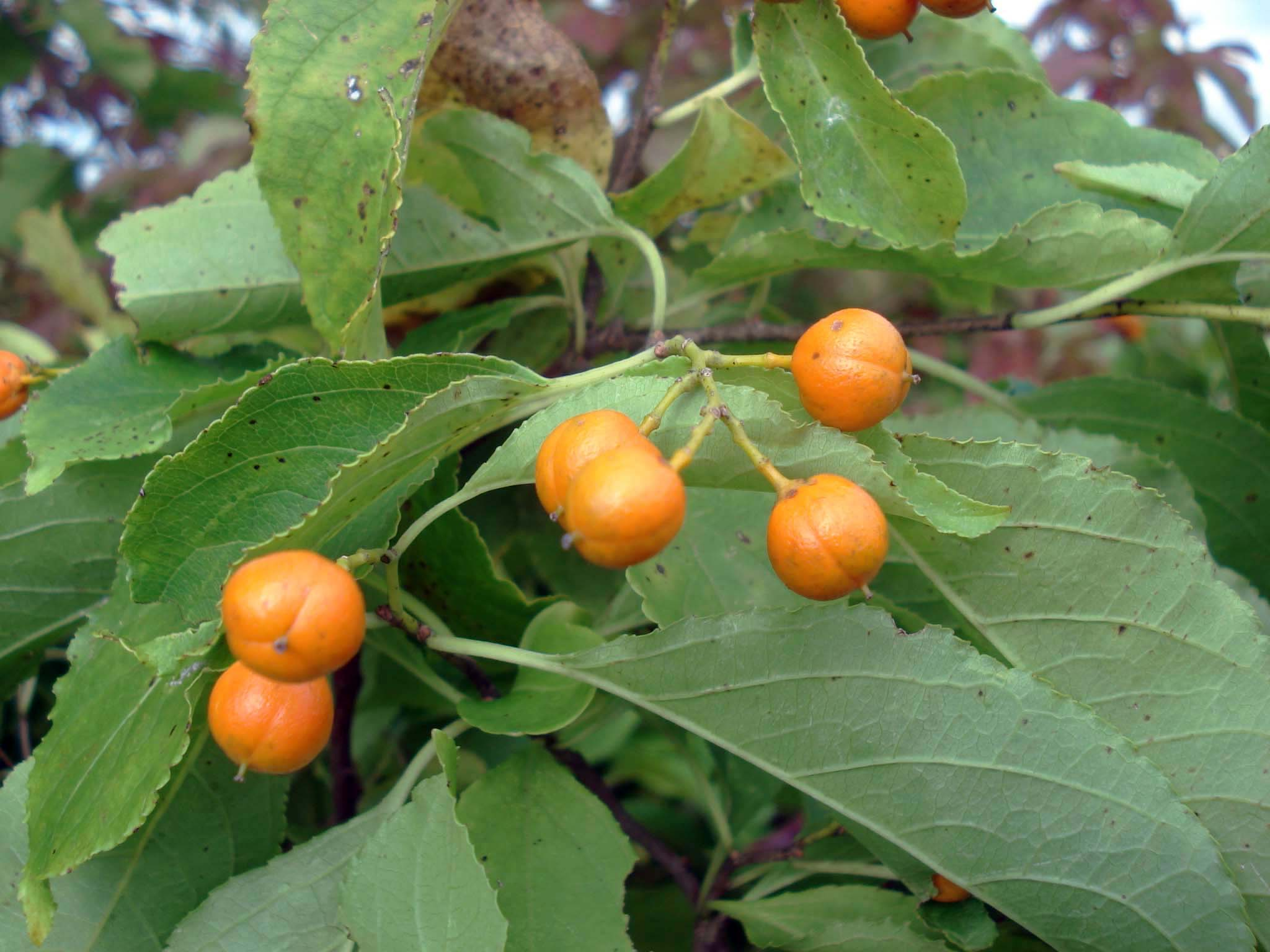